# Urocalpe
Urocalpe là một chi bướm đêm thuộc họ Geometridae.